# 柏巴沙區

36°34′N 4°58′E / 36.567°N 4.967°E
柏巴沙區（阿拉伯语：‎），是阿爾及利亞的行政區，位於該國北部，由貝賈亞省負責管轄，首府設於柏巴沙，面積129平方公里，2008年人口22,265人，人口密度每平方公里172人。